# Radvaň nad Dunajom
Radvaň nad Dunajom este o comună slovacă, aflată în districtul Komárno din regiunea Nitra. Localitatea se află la altitudinea de 111 m deasupra n.m., se întinde pe o suprafață de 15,76 km2 și în 2017 număra 697 de locuitori. Comunele vecine sunt Neszmély și Dunaalmás.

## Istoric
Localitatea Radvaň nad Dunajom este atestată documentar din 1267.

## Demografie
| An:                | 1994 | 2004   | 2014   | 2024   |
| ------------------ | ---- | ------ | ------ | ------ |
| Număr de persoane: | 749  | 747    | 709    | 710    |
| Diferență:         |      | −0,26% | −5,08% | +0,14% |

| An:                | 2023 | 2024   |
| ------------------ | ---- | ------ |
| Număr de persoane: | 708  | 710    |
| Diferență:         |      | +0,28% |